# Dotidae
Dotidae Gray, 1853 è una famiglia di molluschi nudibranchi della superfamiglia Dendronotoidea.

## Tassonomia
Comprende i seguenti generi:
- Caecinella Bergh, 1870
- Doto Oken, 1815
- Kabeiro Shipman & Gosliner, 2015
- Miesea Er.Marcus, 1961